# Твінк
Твінк (англ. twink) — гей-сленг, який позначає фізично привабливого чоловіка підліткового та юнацького віку зі стрункою статурою, з невеликою кількістю або повною відсутністю волосся на тілі.
Термін часто змінюється різними дескрипторами (наприклад, femme twink, euro twink, muscle twink) і зазвичай використовується в індустрії гей-порнографії.

## Етимологія
Точне походження терміну «twink» є спірним. Дехто вважає, що він з'явився близько 1963 року, інші - що він може походити від старішого британського ЛГБТ-сленгу twank, що означає "мати (знайти, стріти) гомосексуального чоловіка-повію; чоловіка, який бажає і готовий стати «партнером» будь-якого домінантного чоловіка". Оксфордський словник стверджує, що слово twink виникло у 1970-х роках.
Іншим можливим варіантом походження терміну може бути слово twinkie, що позначає торт зі снеків, який зазвичай вважається квінтесенцією нездорової їжі. Виріб описаний як «невелика поживна цінність, солодкий на смак і насичений кремом». Для прикладу, молоді хлопці описані як "низькі, біляві та повні крему",, де «крем» є евфемізмом для сперми.
Був створений бекронім «twink» ("teenaged, white, into no kink"), тобто «підлітки, білошкірі, без збочень». Але ці зазначені риси не є загальновизнаними як необхідні або достатні, щоб класифікувати людину твінком.